# Energieverbrauchskennwert

Übersichtsskala für den Energieverbrauchskennwert (Oktober 2009 bis April 2014).

Der Energieverbrauchskennwert zeigt den gemessenen Energieverbrauch für Heizung und Warmwasser, er wird in Kilowattstunden pro Jahr und Quadratmeter Fläche angegeben, kurz kWh/(a⋅m²). Bei Nichtwohngebäuden kommt Kühlung, Lüftung und eingebaute Beleuchtung dazu, bezogen dann auf die Quadratmeter Nettogrundfläche.
Diese Zahl auf dem Energieverbrauchsausweis soll ein Gebäude energetisch bewerten. Dem gemessenen Verbrauch gegenüber steht der Energiebedarf auf dem Energiebedarfsausweis.
Der Kennwert gilt immer für das Gebäude als Ganzes. Bei kleinen Gebäuden hat das einzelne Nutzerverhalten einen größeren Einfluss auf das Ergebnis als bei größeren Gebäuden, bei denen sich unterschiedliche Gebrauchsgewohnheiten der Bewohner statistisch herausmitteln.
Die Ermittlung des Energieverbrauchskennwertes ist im Gegensatz zur Errechnung des Energiebedarfes durch wenige Kenngrößen möglich und erlaubt eine schnelle energetische Bewertung des Gebäudes, das Auffinden von Schwachstellen dagegen bedarf einer ausführlichen Analyse der Gebäudeteile und Anlagentechnik.
Der Kennwert wird unterschiedlich ermittelt, was bei Gebäudevergleichen berücksichtigt werden muss. So kann die Flächenbezugsgröße z. B. die Wohnfläche oder die Nettogrundfläche sein. Der Energieverbrauch kann sich aus unterschiedlichen Verbräuchen für Heizung, Warmwasser, Kühlung und Strom zusammensetzen. In manchen Fällen wird zusätzlich zum gemessenen Verbrauch der Primärenergieverbrauch bewertet.
Analog wird z. B. für Büros der Stromverbrauchskennwert erstellt, er gilt für den Stromverbrauch, der nicht für Heizung und Warmwasser verwendet wird. Aufgrund unterschiedlicher Nutzungsarten ist er wenig aussagekräftig, eine bessere Bezugsgröße wie Nutzfläche ist die Anzahl der Mitarbeiter.

## Der Energieverbrauchskennwert in der deutschen Energieeinsparverordnung 2007
Die Energiebezugsfläche im Sinne der Energieeinsparverordnung ist bei Wohngebäuden die Gebäudenutzfläche, bei Nichtwohngebäuden die Nettogrundfläche. Der Wert wird im Energieausweis in der Variante des Verbrauchsausweises als Ergebnis ermittelt. Der Wert umfasst bei Wohngebäuden mindestens den Energieverbrauch für die Heizung; es kann auch der Verbrauch für Warmwasser enthalten sein. Der Ausweis für Nichtwohngebäude unterscheidet zwischen dem Heizenergieverbrauch und dem Verbrauch für elektrische Energie.
Der Kennwert ist als Mittelwert aus den klimabereinigten Energieverbrauchskennwerten von drei aufeinander folgenden Jahren zu bilden.

## Heizspiegel
Der so genannte Heizspiegel ermittelt ebenfalls einen Energieverbrauchskennwert. Er wird von vielen Kommunen in Deutschland herausgegeben. Er ist auf die Wohnfläche bezogen und enthält nur den Heizenergieverbrauch. Er gilt jeweils für ein bestimmtes Jahr und eine bestimmte Region und ist für überregionale oder zeitraumunabhängige Vergleiche ungeeignet.